# وسام نوار
وسام نوار (مواليد 14 فبراير 1990) هو لاعب كرة يد مصري لفريق الزمالك والمنتخب المصري. 
مثل مصر في بطولة العالم لكرة اليد للرجال 2019.  